# تشریفات بدرقه اعلی‌حضرت امیر بخارا در کشتی بخار
«تشریفات بدرقه اعلی‌حضرت امیر بخارا در کشتی بخار» (ترکی آذربایجانی: Əlahəzrət Buxara Əmirinin Veliki Knyaz Aleksey Paroxodunda Yolasalma Mərasimi) یک فیلم صامت و کوتاه آذربایجانی است که در سال ۱۸۹۸ منتشر شد. این فیلم از نخستین فیلم‌های تاریخ سینمای آذربایجان است. کارگردان فیلم الکساندر میشون است.